# Daodejing
El Daodejing o Tao Te Txing (xinès tradicional 道德經, xinès simplificat 道德经, pinyin Dàodéjīng, Wade-Giles Tao Te Ching,  {{{2}}} (?·pàg.)), és un text clàssic xinès atribuït al savi llegendari Laozi. El seu origen és incert i és un tema d'investigació de la sinologia. Sense comptar altres traduccions, dào (道) significa 'camí', 'riu', 'principi' i 'sentit', i dé (德), 'força', 'vida', 'carisma', 'virtut', 'bondat'; jīng (經) denomina una guia, un recull de textos clàssic. Els dos conceptes que li donen nom són considerats coses inefables, el veritable significat de les quals es vol indicar en el llibre, motiu pel qual moltes vegades no es tradueixen. L'obra és considerada la base del taoisme i, encara que aquest abasti diferents corrents que es poden diferenciar enormement del Daodejing, els seguidors de totes les escoles taoistes el consideren un text canònic i sant.

## Transcripció
En l'escriptura xinesa hi ha dues ortografies possibles per la paraula, a causa de la reforma en l'escriptura. Per la transcripció a l'alfabet llatí també hi ha diverses variants, que s'han desenvolupat amb el pas del temps. Actualment, es fa servir cada cop més el sistema de transcripció del pinyin.
| Caràcters xinesos | Caràcters xinesos | pinyin | Wade-Giles |
| ----------------- | ----------------- | ------ | ---------- |
| tradicional 道    | simplificat 道    | dào    | tao        |
| tradicional 德    | simplificat 德    | dé     | te         |
| tradicional 經    | simplificat 经    | jīng   | ching      |

també possible:
- Marià Manent: Tao Te Txing[1]
- Richard Wilhelm: Tao-Te-King

## Autoria
Lǎozǐ significa literalment 'el vell mestre' i designa l'autor del Dàodéjīng i, ocasionalment, el mateix llibre. Fora d'això, només existeix una petita llegenda i algunes mencions d'historiadors posteriors (Sīmǎ Qiān), així com unes quantes converses fictícies (escrites per alumnes de Confuci i de Zhuangzi), per la qual cosa és un autor més llegendari que històric. Per això avui encara es dubta molt si el «funcionari» Li Er, amb nom de cortesia Bo Yang ('comte sol') i amb nom pòstum Lao Dan ('vell professor') realment va existir. «Tot i això, des de l'aforisme existent, se'ns dirigeix una personalitat original i inimitable, en la nostra opinió la millor prova per la seva historicitat» (R. Wilhelm)
Segons la tradició xinesa, Laozi hauria viscut al segle vi aC, segle caracteritzat pels disturbis i les guerres, durant els annals de les Primaveres i Tardors. Va ser un temps daurat per a la filosofia xinesa, perquè molts erudits reflexionaven sobre la manera d'aconseguir la pau i l'estabilitat.
Segons la llegenda, Lǎozǐ va ser un arxiver i bibliotecari imperial. Sembla que el Confuci el va anar a visitar per aprendre'n. Per tal de fugir de la confusió d'aquell temps, Laozi va retirar-se a la solitud de les muntanyes. No obstant això, el vigilant del port de muntanya li va demanar que no privés el món de la seva saviesa, per la qual cosa Lǎozǐ va escriure el Dàodéjīng i el va donar al vigilant. Aquesta història, i també les altres parts de la biografia del «Vell Mestre», és considerada una llegenda per la majoria.

## Característiques del text

### Temps
Les opinions dels investigadors sobre el moment exacte de la creació del Dàodéjīng difereixen molt: les suposicions van del 800 al 200 aC; segons els coneixements actuals (lingüístics, cites, etc.) el text va sorgir el 400 aC. Encara que es trobin cites del Dàodéjīng en molts altres transmissions d'aquest període, no es pot saber amb seguretat qui cita a qui. Conté un grapat de cites explícites, però no el nom dels autors, ni cap mena de referència històrica: d'aquesta manera, la fixació temporal del text no sembla tan significativa pel seu contingut intemporal.

### Forma
El títol Dàodéjīng no va ser posat fins a l'emperador Jing de la dinastia Han (157-141 aC) i la divisió actual en 81 apartats no va ser feta fins al segle iii. Se suposa que el text és una versió escrita d'un text més antic transmès oralment i que va prendre i integrar altres transmissions orals.
La forma que s'ha transmès del text no és l'única que ha existit. En una tomba a Mǎwángduī, el 1973 es van trobar dues versions paral·leles (aprox. 206 aC i 179 aC) que sorprenentment difereixen molt poc pel que fa al contingut, en general només es diferencien gramaticalment del text transmès. Una cosa semblant també passa amb l'anomenat text Guodian (aprox. 300-280 aC), que no es va descobrir fins a principis dels anys noranta, del qual més o menys terç del text (32 capítols completament o parcialment) s'aproxima en aprox. 100 anys a l'original. Ambdós descobriments van ser analitzats a Occident caràcter per caràcter pel sinòleg americà Robert G. Henricks i presentats en comparació amb el text transmès.

## Teories cronològiques
Tot i que es va debatre més en els primers estudis acadèmics, estudiosos de l'època moderna com Feng Youlan i Herrlee G. Creel encara consideraven l'obra una compilació, i la majoria dels estudis acadèmics moderns consideren que el text és una compilació, com és típic dels textos xinesos antics de format llarg. Discutint els conceptes de noms i realitats, els primers treballs de Feng Youlan van teoritzar l’escola dels noms com a precedent a l'obra, però no demostren la influència de l'escola dels noms com ho fa el Zhuangzi.

### Abans de Zhuangzi
Els estudis lingüístics del vocabulari i l'esquema de rima del Tao Te Ching té una data de composició posterior al Clàssic de Poesia (o Llibre de les Cançons), però anterior al Zhuangzi, i generalment es consideraria anterior al Zhuangzi. Aquesta és la teoria tradicional abans de Zhuangzi. Tot i que el Llibre dels Cançons és una obra diversa, no s'hi semblen gaire.
Comparat amb el de Sima Qian amb el de Laozi, tradicionalment es consideraria que el text precedeix el de Shen Buhai. Creel va proposar que Shen Buhai també podria haver-lo precedit, però Shen Buhai té una semblança "sorprenent" amb Laozi. Tot i que no va ser suficient per eliminar una datació tardana, el descobriment dels primers textos de seda de Mawangdui i les tires de Guodian Chu va tornar a fer més probable una datació anterior al segle III aC. Com a crítica a les teories tardanes de l'obra, tot i que les versions més antigues recuperades són de finals del rang de possible datació, el seu llenguatge ja és "coherent i natural". Benjamin I. Schwartz encara considerava el Tao Te Ching notablement unificat en l'època del Mawangdui, fins i tot si aquestes versions intercanvien les dues meitats del text.

### Després de Zhuangzi
Essencialment, la datació d’AC Graham, l’Enciclopèdia de Stanford suposa que la compilació del text actual data del període dels Regnes Combatents, cap al 250 aC, basant-se en una àmplia gamma de versions que daten d'un o dos segles enrere. Anomenada la teoria Després de Zhuangzi, representativa de Qian Mu i Graham, la manca de referències primerenques contribueix a la datació tardana de Graham. Tot i que el Zhuangzi és la primera referència del Tao Te Ching, els seus capítols interiors no demostren familiaritat amb ell. Així doncs, un estrat primerenc representatiu dels principals Capítols Interiors de Zhuangzi podria haver-lo precedit.
Inventat a la història del Zhuangzi exterior abans de Laozi i Zhuangzi, Shen Dao comparteix contingut amb el Zhuangzi interior, i també es pot comparar directament amb el Tao Te Ching. Tècnicament menys complex que Shen Buhai, el corrent de Shen Dao podria teòricament fins i tot precedir-lo, fins al segle IV aC. El sinòleg Chad Hansen no considera que el Zhuangzi exterior sigui completament precís cronològicament, però va posicionar Shen Dao sota la "Teoria taoista pre-Laozi" per al marc teòric de l'edició de 2024 de l’Enciclopèdia de Daoisme de Stanford. Si Shen Dao és comparable, el seu temps teòricament en constituiria la base, o podria haver existit en la seva època, si les indicacions de Zhuangzi (i altres) no són cronològicament precises.
El difunt Han Feizi té els primers comentaris coneguts de l'obra. Amb una compilació que suposadament data del final del període dels Regnes Combatents, però que inclou contingut anterior de Shen Dao, Leo S Chang teoritza sobre possibles influències de Laozi per al Huangdi Sijing, amb uns quants passatges similars al Zhuangzi. Però en realitat no cita el Laozi. Com assenyala Chang, no hi ha «extenses expressions paral·leles entre el Sijing i el Laozi, possiblement amb més semblança amb el Guanzi». El Sijing té idees similars a les de Laozi d'assumir estratègicament una conducta femenina, però el governant canvia a una postura activa en el moment adequat, compensant la passivitat de Laozi. A Laozi, el Tao dóna a llum l'U; al Sijing, són el mateix. Laozi menysprea la llei; la llei del Sijing «deriva del Dao».

## Traduccions més rellevants
Les traduccions considerades més rellevants, en ordre cronològic són:
- {{ref-llibre|cognom=Laozi |títol=Le Livre de la Voie et de la Vertu |any=1842 |url=https://books.google.cat/books?id=Ll5TAAAAcAAJ |place=Paris |editorial=Imprimerie Royale |llengua=fr |cognom=Julien |nom=Stanislas Arxivat 2025-01-23 a Wayback Machine.
- {{ref-llibre |cognom=Laozi |títol=The Speculations on Metaphysics, Polity, and Morality of the "Old Philosopher" Lau-tsze |any=1868 |url=https://books.google.cat/books?id=yxFBAAAAYAAJ |lloc=Londres |editoriañ=Trübner |isbn=978-0-524-07788-7|cognom=Chalmers |nom=John Arxivat 2025-01-24 a Wayback Machine.
- Laozi. «The Tao Teh King», 1891. Arxivat 2024-05-20 a Wayback Machine..
- Error: hi ha títol o url, però calen tots dos paràmetres.Laozi. «[{{{url}}} The Sayings of Lao Tzu]», 1905.
- Laozi. «The Canon of Reason and Virtue: Lao-tze's Tao Teh King», 1913. Arxivat 2024-06-06 a Wayback Machine..
- Error: hi ha títol o url, però calen tots dos paràmetres.Laozi. «[{{{url}}} Les Pères du Système Taoiste]» (en francès), 1913.
- Error: hi ha títol o url, però calen tots dos paràmetres.Wilhelm, Richard. «[{{{url}}} Tao Te King: das Buch vom Sinn und Leben]» (en alemany), 1923.
- Error: hi ha títol o url, però calen tots dos paràmetres.Duyvendak, J.J.L. «[{{{url}}} Tao Te Ching: The Book of the Way and Its Virtue]», 1954.
- Error: hi ha títol o url, però calen tots dos paràmetres.Waley, Arthur. «[{{{url}}} The Way and Its Power]», 1958.
- Error: hi ha títol o url, però calen tots dos paràmetres.Chan, Wing-tsit. «[{{{url}}} The Way of Lao Tzu: Tao-te ching]», 1963.
- Houang, François and Leyris, Pierre (1979), La Voie et sa vertu: Tao-tê-king (in French), Paris: Éditions du Seuil
- Laozi. «Tao Te Ching: A New English Version», 1988. Arxivat 2025-01-23 a Wayback Machine..
- Error: hi ha títol o url, però calen tots dos paràmetres.Henricks, Robert G. «[{{{url}}} Lao-tzu: Te-tao ching. A New Translation Based on the Recently Discovered Ma-wang-tui Texts]», 1989.
- Error: hi ha títol o url, però calen tots dos paràmetres.Laozi. «[{{{url}}} Tao Te Ching]», 1989.
- Laozi. «Tao Te Ching: The Classic Book of Integrity and the Way», 1990..
- Laozi. «Tao-Te-Ching», 1991. Arxivat 2025-01-23 a Wayback Machine.
- Addiss, Stephen and Lombardo, Stanley (1991) Tao Te Ching, Indianapolis/Cambridge: Hackett Publishing Company.
- Laozi. «Lao Tzu: Tao Te Ching: A Book about the Way and the Power of Way», 1998. Arxivat 2025-01-23 a Wayback Machine..
- Chad Hansen, Laozi: Tao Te Ching on The Art of Harmony, Duncan Baird Publications 2009
- Red Pine, (2009) Lao-tzu's Taoteching, Copper Canyon Press, ISBN 9781556592904
- Sinedino, Giorgio (2015), Dao De Jing (in Portuguese), São Paulo: Editora Unesp